# Brilliant Corners
Albums de Thelonious Monk
The Unique Thelonious Monk
(1956) Thelonious Himself
(1957)
Brilliant Corners est un album du pianiste de jazz Thelonious Monk paru en 1957 sur le label Riverside. Alors que les deux précédents disques pour ce label étaient constitués de standards et interprétés en trio, celui-ci est principalement composé par Monk qui est accompagné par six musiciens. Le groupe est principalement formé par un quintette où Monk est associé aux saxophonistes Sonny Rollins et Ernie Henry, au contrebassiste Oscar Pettiford et au batteur Max Roach. Le contrebassiste Paul Chambers et le trompettiste Clark Terry interviennent seulement sur le dernier morceau.

## Titres de l'album
L'album est constitué de cinq titres dont trois compositions de Monk et a nécessité trois sessions d'enregistrement en deux mois pour être finalisé. Deux ont lieu en octobre 1956 et la dernière au mois de décembre de la même année. La première session se déroule la veille du trente neuvième anniversaire de Monk aux Studios Reeves Sound à Manhattan; deux morceaux y sont enregistrés, le premier Ba-Lue Bolivar Ba-Lues-Are est un blues, le second une ballade nommée Pannonica en l'honneur de la baronne Pannonica de Koenigswarter, une amie de Monk et qui était aussi à cette époque une admiratrice et protectrice de nombreux musiciens de jazz à New York. La seconde session se déroule six jours plus tard avec l'enregistrement de deux autres titres, Brilliant Corners et I Surrender, Dear et enfin le morceau Bemsha Swing est enregistré au mois de décembre.
| N° | Titre                      | Compositeur                   | Durée |  |
| -- | -------------------------- | ----------------------------- | ----- |  |
| 1. | Brilliant Corners          | Thelonious Monk               | 7:46  |  |
| 2. | Ba-Lue Bolivar Ba-Lues-Are | Thelonious Monk               | 13:10 |  |
| 3. | Pannonica                  | Thelonious Monk               | 8:51  |  |
| 4. | I Surrender, Dear          | Harry Barris, Gordon Clifford | 5:28  |  |
| 5. | Bemsha Swing               | Denzil Best, Thelonious Monk  | 7:41  |  |

## Enregistrements
Les sessions d'enregistrements se déroulent au Reeves Sound Studios situé à Manhattan le 9 et 15 octobre 1956 (respectivement pour les titres 2, 3 et 1, 4) puis le 7 décembre 1956 (titre 5).
| Musicien        | Instrument      | Titre  |  | Équipe technique |                         |
| --------------- | --------------- | ------ |  | ---------------- | ----------------------- |
| Thelonious Monk | piano           | 1 — 5  |  | Orrin Keepnews   | Producteur, liner notes |
| Sonny Rollins   | saxophone ténor | 1-3, 5 |  | Jack Higgins     | Ingénieur du son        |
| Ernie Henry     | saxophone alto  | 1-3    |  | Paul Bacon       | Design, couverture      |
| Oscar Pettiford | contrebasse     | 1-3    |  |                  |                         |
| Paul Chambers   | contrebasse     | 5      |  |                  |                         |
| Clark Terry     | trompette       | 5      |  |                  |                         |
| Max Roach       | batterie        | 1 — 5  |  |                  |                         |

## Réception
La critique de Brillant Corners sur AllMusic lui attribue cinq étoiles sur cinq. Pour l'auteur, « il y a une fraîcheur indéniable et une vitalité débordante dans chaque mesure de chaque morceau. Avec le temps il est encore plus difficile d'imaginer d'autres musiciens ayant la capacité d'accompagner Monk avec une précision aussi ironique ». Enfin l'auteur conclut « qu'aucune collection de jazz n'est complète sans cet album ». Le critique de jazz John S. Wilson écrit à cette époque dans le New York Time à propos de l'album « c'est l'une des plus limpides expositions de Monkisme que nous avons eu. Les étranges dissonances et rythmes excentriques qui colorent son travail au piano sont même fréquemment plus expressives sur la palette élargie du quintet... Les harmonies de Monk s'enfoncent lourdement, mais le disque est une preuve solide que cet homme qui était autrefois considéré comme un excentrique impénétrable se développe lentement dans l'une des voix du jazz les plus solides de cette décennie ».

## Distinctions
L'album reçoit le Grammy Hall of Fame Award en 1999. En 2003, il est inscrit au registre national des enregistrements (National Recording Registry) de la bibliothèque du Congrès à Washington.